# NGC 7194
NGC 7194 ist eine elliptische Galaxie vom Hubble-Typ E3 im Sternbild Pegasus am Nordsternhimmel. Sie ist schätzungsweise 398 Millionen Lichtjahre von der Milchstraße entfernt und hat einen Durchmesser von etwa 120.000 Lichtjahren.
Im selben Himmelsareal befindet sich u. a. die Galaxie NGC 7195.
Das Objekt wurde am 9. November 1884 von Lewis Swift entdeckt.